# Atmel
Atmel Corporation — виробник напівпровідникових електронних компонентів. Компанія заснована в 1984 році. Акції продаються на біржі, NASDAQ: ATML. Один з лідерів у виробництві напівпровідників (флеш-пам'ять, EEPROM, мікроконтролери з ядром MCS-51 та ARM, а також мікроконтролери власної архітектури AVR та AVR32). Також розробляє та виготовляє невеликі модулі енергонезалежної пам'яті для електронних виробів, ПЛІС, цифрові мікросхеми-радіоприймачі та передавачі, сканери відбитків пальців. Компанія може запропонувати клієнтам систему на кристалі, яка об'єднує потрібні компоненти.
Продукцію Atmel використовують в комп'ютерних мережах, промисловості, медицині, зв'язку, автомобілях, космосі, воєнних пристроях, а також у смарт-картках.

## Продукція

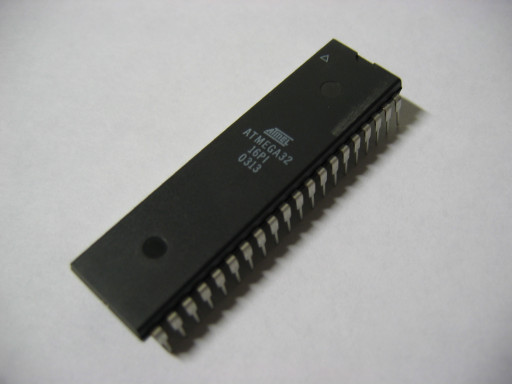
Мікроконтроллер Atmel ATMEGA32.

Перший мікроконтролер Atmel з'явився в 1993 році та базувався на класичному ядрі Intel 8051. Продукція Atmel включає мікроконтролери серій AT89 (архітектура Intel MCS-51), AT91 [Архівовано 12 липня 2014 у Wayback Machine.] (архітектура ARM), мікроконтролери на власних ядрах AVR та AVR32 [Архівовано 28 березня 2013 у Wayback Machine.], радіочастотні (RF) пристрої, мікросхеми пам'яті типів EEPROM та флеш.
Atmel поставляє свої пристрої як стандартні, повністю укомплектовані. У деяких випадках Atmel може запропонувати SoC-рішення.

## Злиття Microchip і Atmel
У час фінансової кризи в 2008 році Microchip запропонувала об'єднатися. Але компанії так і не змогли домовитися.
- 2 жовтня 2008 року фірми Microchip і ON Semiconductor зробили публічну пропозицію щодо купівлі Atmel[1].
- 29 жовтня 2008 року компанія Atmel відхилила пропозицію компаній Microchip і ON Semiconductor[2][3].
- 13 листопада 2008 року фірми Microchip і ON Semiconductor заявили про початок недружнього поглинання Atmel.[4].
- 18 листопада 2008 року фірми Microchip і ON Semiconductor відмовилися від недружнього поглинення Atmel.[5].

20 вересня 2015 року фірма Dialog Semiconductor заявляє про намір купити Atmel.
У січні 2016 року фірма Microchip купує Atmel за 3,56 млрд доларів, Atmel виплачує неустойку компанії Dialog Semiconductor в розмірі 137,3 млн доларів.

## Конкуренти
Основні конкуренти Atmel:
- Microchip Technology,
- STMicroelectronics,
- Texas Instruments,
- NXP Semiconductors,
- Freescale,
- Analog Devices.